# Хуанлун (уезд)
Хуанлу́н (кит. упр. 黄龙, пиньинь Huánglóng) — уезд городского округа Яньань провинции Шэньси (КНР). Уезд назван в честь горы Хуанлуншань.

## История
С 1934 года в этих местах появились войска коммунистов, которые начали создавать собственные органы управления. В 1937 году на стыке восьми уездов ими была создана новая административная единица, которая в 1948 году стала уездом Хуанлун.
В 1950 году был создан Специальный район Яньань (延安专区), и уезд вошёл в его состав. В 1958 году уезд Хуанлун был присоединён к уезду Ичуань, но в 1961 году был воссоздан. В 1969 году Специальный район Яньань был переименован в округ Яньань (延安地区). В 1996 году постановлением Госсовета КНР были расформированы округ Яньань и город Яньань, и образован городской округ Яньань.

## Административное деление
Уезд делится на 5 посёлков и 2 волости.